# Haus (niedersächsisches Adelsgeschlecht)

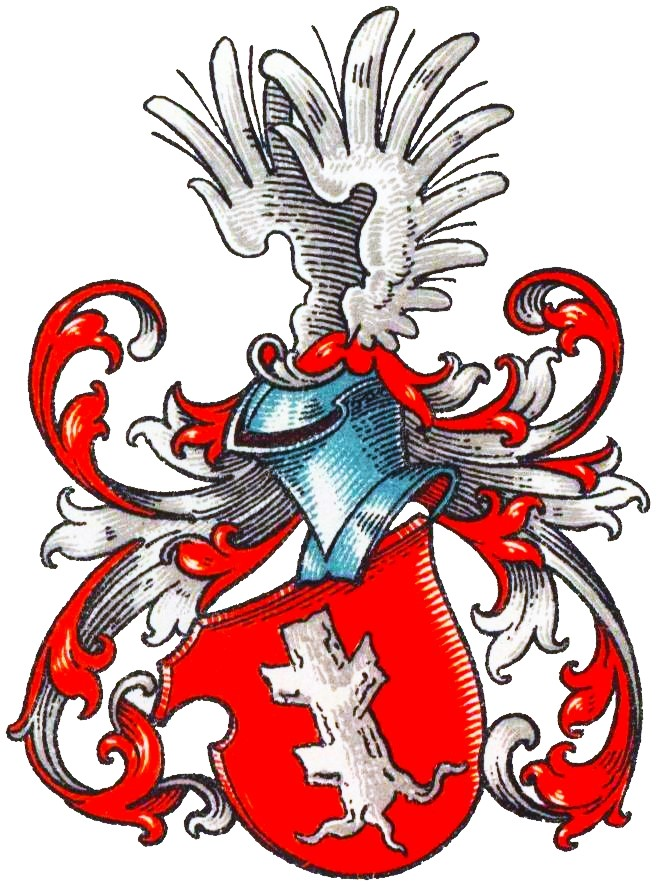
Wappen derer von Haus im Wappenbuch des Westfälischen Adels

Haus (auch Husen) war der Name eines niedersächsischen Adelsgeschlechts. Die von Haus waren mindensche Lehnsleute.
Die Familie ist zu unterscheiden von den bergischen Herren von Haus.

## Herkunft
Die „von Haus“ gehen auf Reginwardus von Husen († 1147), aus Wennigsen, Niedersachsen, stammend zurück. „Husen“/„Hus“ im Sinne von „Sitz“ bezeichnet hierbei eine Senke einen Kilometer südlich von Wennigsen, wo sich einst das „Gut Husen“ befand (heute: "Häuser Bruch"). Die von Haus waren bis in das 14. Jahrhundert auf Schloss Lauenau als Amtsleute eingesetzt. Zu diesem Zeitpunkt saßen sie auf einem Gut in Hemmingen-Hiddestorf, sowie auf Coldingen bei Pattensen und Lauenrode bei Hannover.

## Wirken auf dem Gut zu Eimbeckhausen
Die Brüder Brand und Hildebrand von Haus, übernahmen 1411 das Rittergut Eimbeckhausen aus dem Besitz des Berthold von Ricklingen. Eimbeckhausen wurde zum Stammgut derer von Haus, jedoch war das Geschlecht auch in Bad Münder, Steinlake und Wunstorf ansässig. Weitere Lehen gab es in Wiedelah, Vienenburg, Hessisch-Oldendorf, Riepen und Steuerwald. Ein Urenkel des Eimbeckhäuser Gutsherrn war Henning vom Haus, der 1471 der Fürstbischof von Hildesheim wurde.

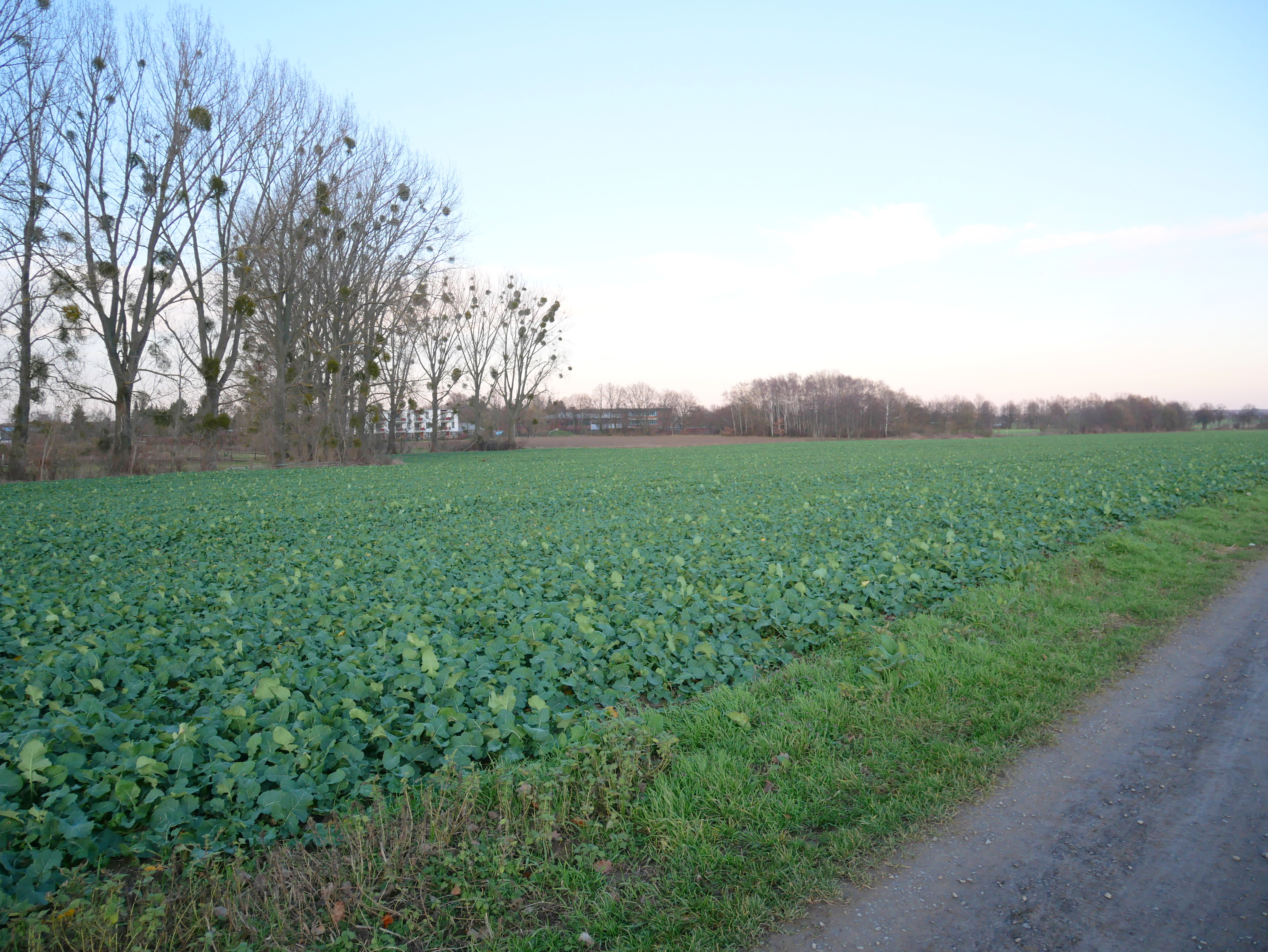
Wüstung Husen bei Wennigsen

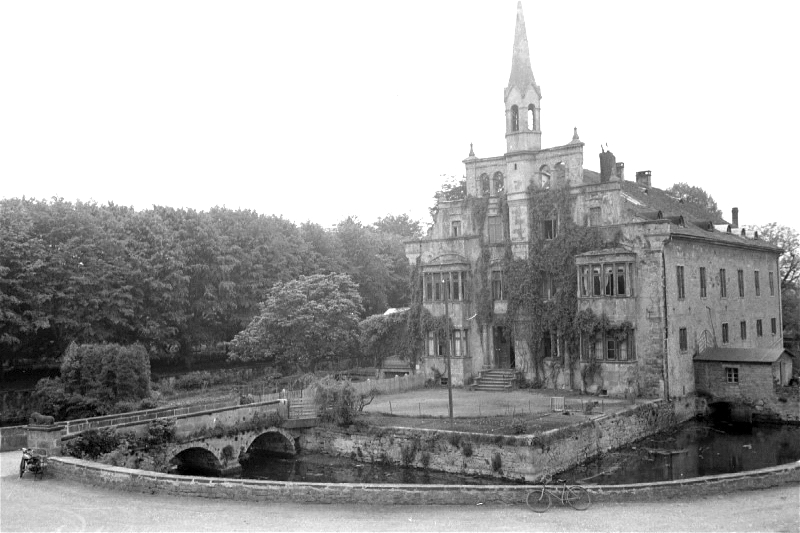
Schloss Eimbeckhausen (um 1950)

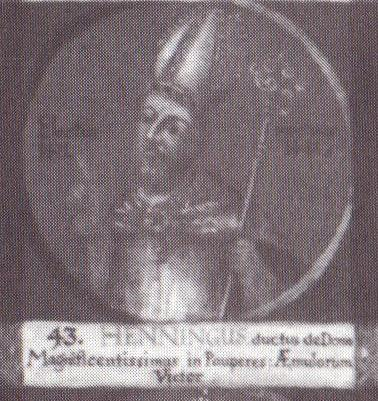
Henning vom Haus

In Eimbeckhausen wurde die Stammlinie durch Hans vom Haus, Sohn des Hans-Brand von Haus, fortgeführt. Nach dem Tod seines Sohnes Jasper, 1591, gründete sein jüngster Enkel Johann von Haus den Gutskrug zu Eimbeckhausen, älteste Kneipe des Deister-Süntel-Tals, während der älteste Enkel, Claus (Nicolaus) von Haus den Gutshof um das Weserrenaissance Herrenhaus "Schloss Eimbeckhausen" erweiterte. Zeitgleich zur Erbauung des "Schlosses", 1610–1618, war der Jurist Heinrich vom Haus Ratsherr und später Bürgermeister von Hessisch-Oldendorf. Der letzte Inhaber aus dem Geschlecht war Friedrich Ludwig von Haus († 1746), ein Cousin der Enkelin von Claus von Haus. Er war unter Georg II. königlich-großbritannischer Geheimer Rat und zuvor 1736/37 braunschweigischer Gesandter zu Wien, wo seine Frau Sophie Charlotte Mitglied des Sternkreuzordens wurde (in welchem schon deren Mutter, Hofdame Jeanne Henriette de Longueil Mitglied war), verließ dann aber Wien, um hann. Finanzminister zu werden. In dieser Funktion teilte er bspw. die allgemeine Skepsis des Otto Christian v. Lenthe ggü. Preußen nicht, und zusammen mit Staatsminister Heinrich (von) Grote (1675–1753) riet er Georg II. vom Eintritt in den Ersten Schlesischen Krieg unter Favorisierung einer Hinhaltetaktik ab. Von Hauß war selbst preußischer Lehensnehmer aufgrund seiner mindischen Lehen. Über seine Töchter geriet das Erbe an die heute noch in einer Nebenlinie bestehende Familie "von Bremer" (und später an Friedrich Franz Dietrich Graf von Bremer, Wappenvermehrung mit Hausschem Wappen 1830). Im Siebenjährigen Krieg führte Franz Christian von Hauß das braunschweigische Infanterieregiment 7B. Die Grabstätte der Familie befindet sich im Wesentlichen unter der St. Martinskirche Eimbeckhausen, einige Mitglieder wurden auch in Klöstern, wie dem Kloster Obernkirchen bestattet. Trotz Abriss des Herrenhauses in den 1970ern ist das Gut weiterhin Mitglied in der Körperschaft "Calenberg-Grubenhagensche Landschaft".

## Burgmannshof zu Wunstorf

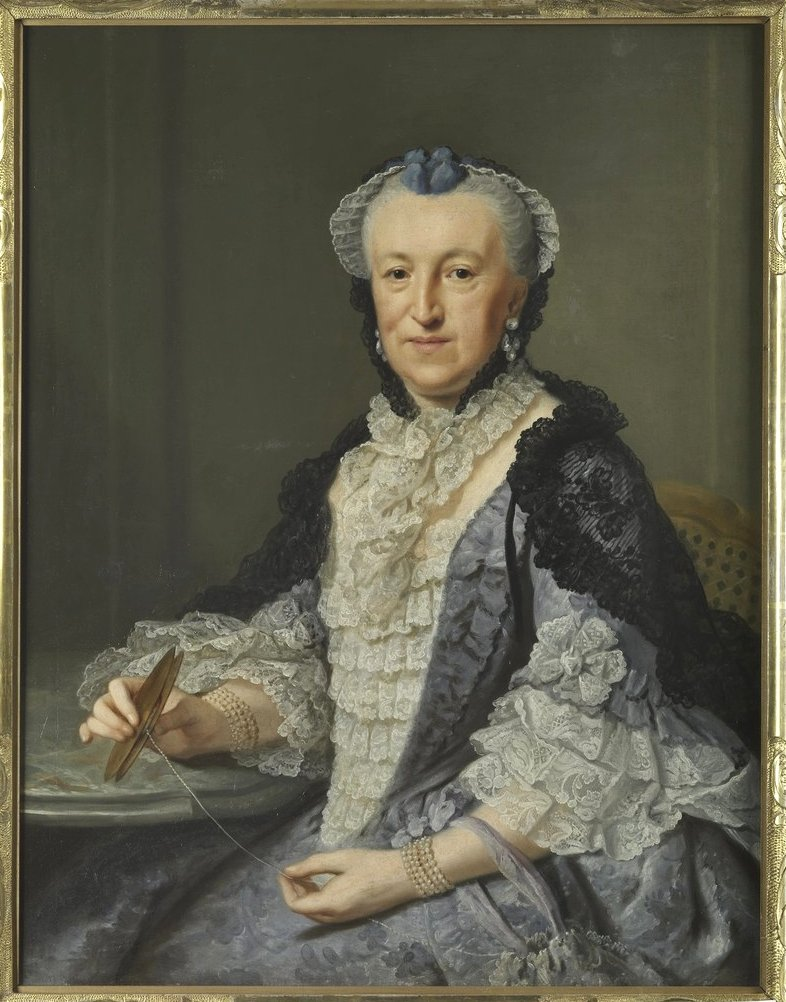
Sophie Charlotte von Haus, geb. v. Bennigsen (1701–1775), Ehefrau des Friedrich Ludwig v. Haus

Dort, wo im 17. Jahrhundert das „Schloss Eimbeckhausen“ entstand, war zuvor eine Wasserburg, die einst dem Geschlecht „de Emminghausen“ gehört hatte. Allerdings sind weder von dieser noch vom Burgmannshof der von Haus in Münder (das Dach dieses Gebäudes zeigt noch der Merianstich von 1654) Überreste erhalten. Anders verhält es sich mit dem Gutshof in Wunstorf: Neben einer kleinen „adligen Stätte“ an der Neuen Straße, war der Hauptsitz an der heutigen Adresse „An der Wassermühle 2“ gelegen. Es hat hier ein älteres und jüngeres Herrenhaus gegeben. Das ältere bestand wahrscheinlich schon vor 1615 und bis 1865 (verbunden mit dem Reden´schen Hof), das jüngere entstand um 1745 (durch Friedrich Ludwig v. Hauß) und besteht bis heute als Baudenkmal fort (sog. Bockelmann’scher Hof). Die Familie war seit ca. 1388 in der Stadt ansässig, worüber ein Vertrag mit der ihr verschwägerten Familie v. Lenthe Auskunft gibt, die zuvor auf dem dem Kloster Wunstorf lehenspflichtigen Areal wohnten. Hervorzuheben ist die Existenz eines Burgfrieds auf dem Gutsgelände, östlich des Herrenhauses (darauf steht heute das „Haus am Bürgerpark“). Heinrich Ohlendorf (1950) verweist auf eine Urkunde von 1220, in welcher den Grafen v. Roden gestattet wird, eine Stadtburg zu bauen. Neben dem alten Rathaus hält er auch die Burgstätte auf dem späteren Haus´schen Gutsgelände für einen möglichen Standort dieser Grafenburg, die 1247 schriftlich erwähnt wird. Wenn sie dort lokalisiert war, dürfte sie ab dem 14. Jh. nach und nach abgetragen worden sein.

## Wappen

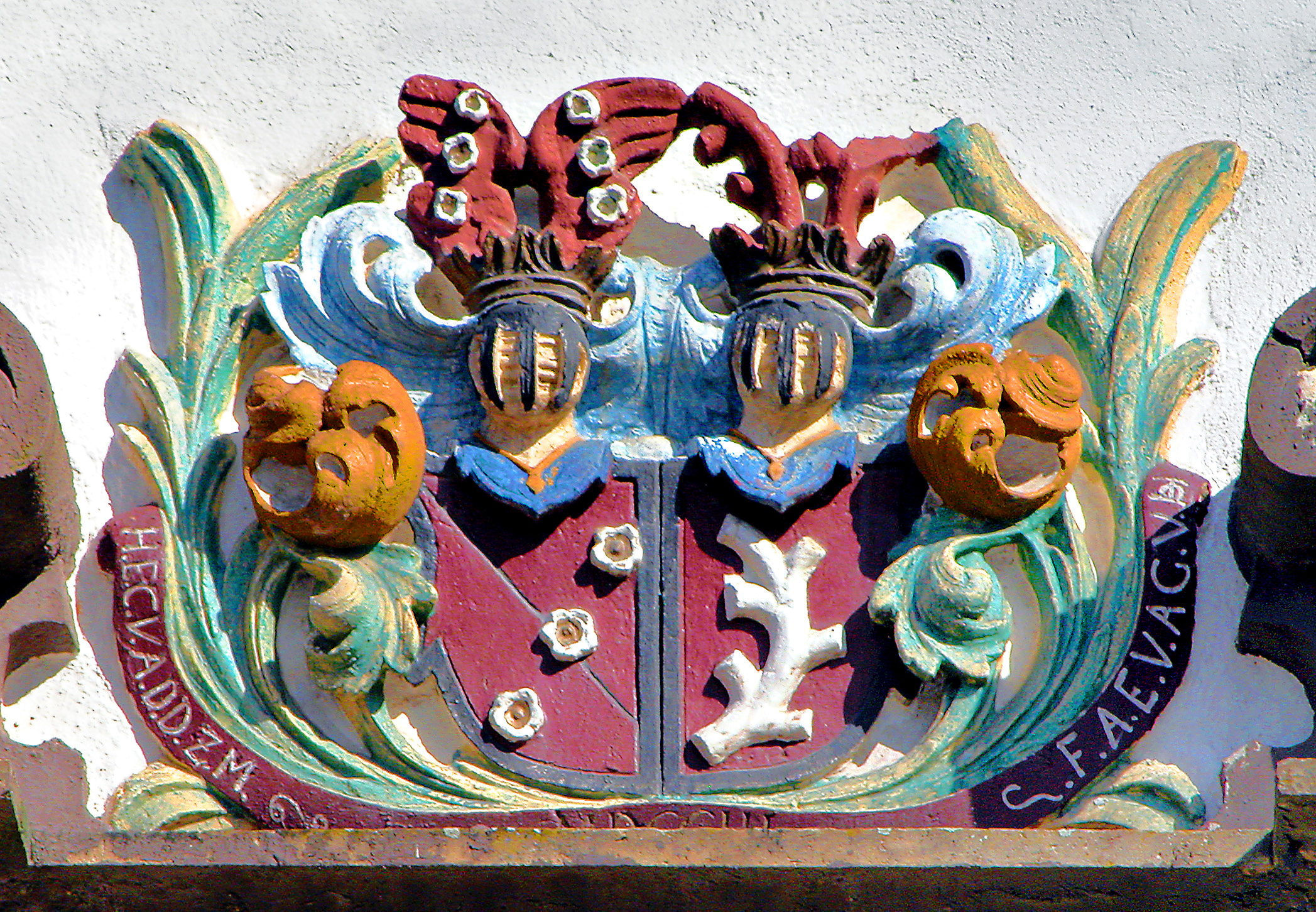
Allianzwappen Anna Elisabeth v. Haus und Erasmus von Arnstedt (auf Barleben) am Herrenhaus Otzdorf.

Das Wappen zeigt in Rot einen ausgerissenen silbernen Baumstamm, rechts mit einem, links mit zwei gestümmelten Ästen. Auf dem Helm mit rot-silbernen Decken ein silberner Flug. Auffallend ist die Ähnlichkeit zum Wappen der Familie v. Lenthe, welches sich auch im Ortswappen v. Luttringhausen findet. Nachweislich waren beide Familien im 14. Jh. verschwägert und stellten bspw. Kanoniker des Stiftes Wunstorf.

## Wappensage
Nach dem Begräbnis des Henning vom Haus im Hildesheimer Dom wurde durch den Stadthagener Frater Adolph Degenhardt eine Wappensage formuliert. Demnach sei ein Lockumer Mönch und "Kloster-Professor" namens Heino (Heinrich) von Hausen 1228 das letzte lebende Mitglied des Geschlechts gewesen und Kreuzritter im Kreuzzug Kaiser Friedrichs II. geworden. Daraufhin habe er die Erlaubnis erhalten ein weltliches Leben zu führen und den Stamm fortzusetzen. Ein Teil seiner Söhne soll gemeinsam mit der Familie v. Lenthe an der Gründung des Klosters Wennigsen beteiligt gewesen sein und aufgrund der Nähe Husens zum Deister einen Baumstamm ins Wappen genommen haben. Ein anderer Teil jedoch soll sich aufgrund Heinos Vergangenheit dann Mönch-Hausen (Münchhausen) genannt und Heino für sie als Wappenfigur ein Abbild des ersten Lockumer Abtes eingebracht haben. Bereits 1740 widerlegte Gottlieb Samuel Treuer diese Legende.

## Sonstiges
Im Rahmen einer Fehde Göttingens wurde, nach der Eroberung von Jühnde durch Göttinger Knechte am 10. Februar 1486, in der Kurzen Str. 5, dem Gefängnis „Roter Turm“ Hermann von Haus interniert. Er hat der Überlieferung nach in seinen Zellensitzblock eingeritzt: Hier hat Harmen von Hause gesessen, des wird wohl nimmer mehr vorgessen. Dieser wurde scheinbar 1626 in Folge der Explosion des dann als Pulverturms genutzten Gebäudes zerstört, wenngleich Überreste noch 1914/19 existiert haben sollen. In Erinnerung an den Sieg haben die Göttinger sogleich einen Festtag eingerichtet.

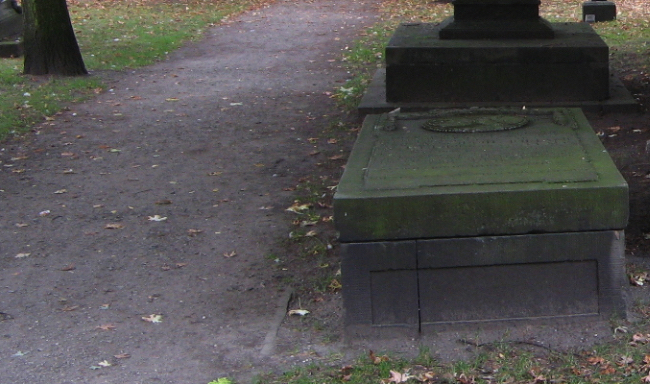
Grabmal Anna Sophie Juliane v. Reden, geb. v. Haus (Hannover 1793)

Auf der Geschichte des Raubritters Christopher von Haus basiert das Stück des Langenhagener Bürger-Theaters Die Entführung des Amtmannes Lorleberg (anlässlich der 700. Jub. der Urkundenerwähnung der Stadt 2012). Haus hatte mit einem Ritter v. Bolzen abgesprochen, nach dessen Tode seine Güter zu übernehmen – entgegen der Weisung Herzog Erichs. Als ihm die Güter verwehrt blieben, brach er den Landfrieden und zog mit 300 Reitern durchs Land, bis er 1541 den Rentmeister Heinrich Lorleberg entführte – das Ganze hatte sich mittlerweile zu einem Konflikt über die Landsteuer ausgeweitet. Letztlich konnte Lorleberg freigekauft werden.